# Atrobucca kyushini
Atrobucca kyushini е вид бодлоперка от семейство Sciaenidae.

## Разпространение
Видът е разпространен в Индонезия и Малайзия.

## Описание
На дължина достигат до 25 cm.